# Darling (canção)
"Darling"  é uma canção do cantor sul-coreano Taeyang. Foi lançada em 16 de agosto de 2017 como a faixa-título de seu terceiro álbum de estúdio White Night (2017). A canção foi escrita por Teddy Park e produzida pelo mesmo juntamente com 8!, Brian Lee, Choice37 e Future Bounce. Musicalmente, "Darling" pertence ao gênero pop e descreve sobre um amor apaixonado.

## Antecedentes, desenvolvimento e composição
Taeyang revelou que a ideia inicial para a concepção de "Darling", ocorreu quatro anos antes de seu lançamento, ainda no ano de 2013, onde a mesma passou a ser modificada diversas vezes desde então. Mais tarde, a canção foi planejada para ser incluída como sua faixa solo no álbum Made (2016) de seu grupo Big Bang. Entretanto, o acorde do piano não estava ajustado a melodia planejada originalmente para ela e Taeyang não sentiu-se confortável em incluir-la, no que seria o último álbum do grupo antes de Taeyang e o restante dos membros, iniciarem uma pausa programada devido a seu alistamento militar obrigatório. Desta forma, a canção foi rejeitada e colocada em um HD.
Enquanto Taeyang trabalhava com sua equipe sobre o conceito de White Night, eles passaram por um bloqueio de composição, não conseguindo elaborar o que seria segundo ele, "um single no qual os ouvintes pudessem se identificar". Este fato levou "Darling" a entrar em um processo de produção novamente, desta vez com foco em White Night, Taeyang explicou o motivo ao declarar: "Eu queria algo com uma sensação semelhante a 'Eyes, Nose, Lips', com um estilo e um curso similares, mas que tivesse uma profundidade emocional ainda mais profunda. E foi quando me lembrei dessa canção antiga".
Musicalmente, "Darling" é creditada como um sendo uma balada pop com base em piano. Liricamente, a canção não refere-se ao fim de um relacionamento, mas sim sobre um "amor apaixonado", no qual segundo Taeyang, "todos com o mesmo sentimento vão se identificar".

## Vídeo musical
O vídeo musical de "Darling" foi filmado em Los Angeles e no Alasca, Estados Unidos. A produção apresenta Taeyang correndo contra ventos de areia e parado sozinho em montanhas cobertas de gelo. Suas cenas incluem ainda um deserto, um campo de neve, uma paisagem urbana e um heliponto no alto de um arranha-céu. Em 14 de agosto de 2017, um trecho do vídeo musical foi revelado pela YG Entertainment e dois dias depois ele foi oficialmente lançado.

## Desempenho nas paradas musicais
Na Coreia do Sul, "Darling" atingiu a primeira colocação nas paradas dos serviços de música online Genie e Olleh Music. Na parada da Gaon, a canção estreou atingindo seu pico de número nove na Gaon Digital Chart e de número quatro na Gaon Download Chart com vendas de 83,409 mil downloads digitais pagos, além disso, posicionou-se em número 38 na Gaon Streaming Chart com mais de 1,6 milhão em transmissão, subindo para a posição de número 35 na semana seguinte, obtendo mais de 1,9 milhão em transmissão.  

### Posições
| Paradas (2017)                              | Melhor posição |
| ------------------------------------------- | -------------- |
| Coreia do Sul (Gaon Weekly Digital Chart)   | 9              |
| Coreia do Sul (Gaon Weekly Download Chart)  | 4              |
| Coreia do Sul (Gaon Weekly Streaming Chart) | 35             |